# Berazino
Berazino (en biélorusse : Беразіно, en alphabet lacinka : Bierazino ; aussi connue sous le nom de Biarezan, en biélorusse : Бярэзань) ou Berezino (en russe : Березино) est une ville de la voblast de Minsk, en Biélorussie, et le centre administratif du raïon de Berazino. Sa population s'élevait à 11 832 habitants en 2016.

## Géographie
Berazino se trouve sur la rivière Bérézina, à 94 km à l'est de Minsk.

## Histoire
La première mention de Berazino remonte à l'année 1501. La localité faisait alors partie du grand-duché de Lituanie. Dès le milieu du xvie siècle, les maîtres de Berazino sont les Sapieha. En 1641, Kazimierz Léon Sapieha y fonde l'église catholique de l'Assomption de Marie.
En 1655, les troupes russes s'emparent de la ville lors de la guerre russo-polonaise. En 1671, Berazino passe aux mains des Tyszkiewicz. En 1708, Charles XII de Suède et son armée traversent la ville lors de la Grande guerre du Nord. Après le deuxième partage de la Pologne, en 1793, Berazino fait partie de l'Empire russe et devient la propriété des Potocki. En 1812, les alentours de la ville sont le théâtre d'âpres combats dans le cadre de la guerre patriotique.
De février à décembre 1918, Berazino est occupé par l'armée allemande et d'août à juillet 1920, par les Polonais. En mars 1918, la ville fait partie de la République populaire biélorusse, puis à partir de 1919, de la République socialiste soviétique de Biélorussie.
Lors de la Seconde Guerre mondiale, les troupes allemandes occupent la ville du 3 juillet 1941 au 3 juillet 1944.
Berazino accède au statut de ville en 1968.

### Les Juifs de Berazino

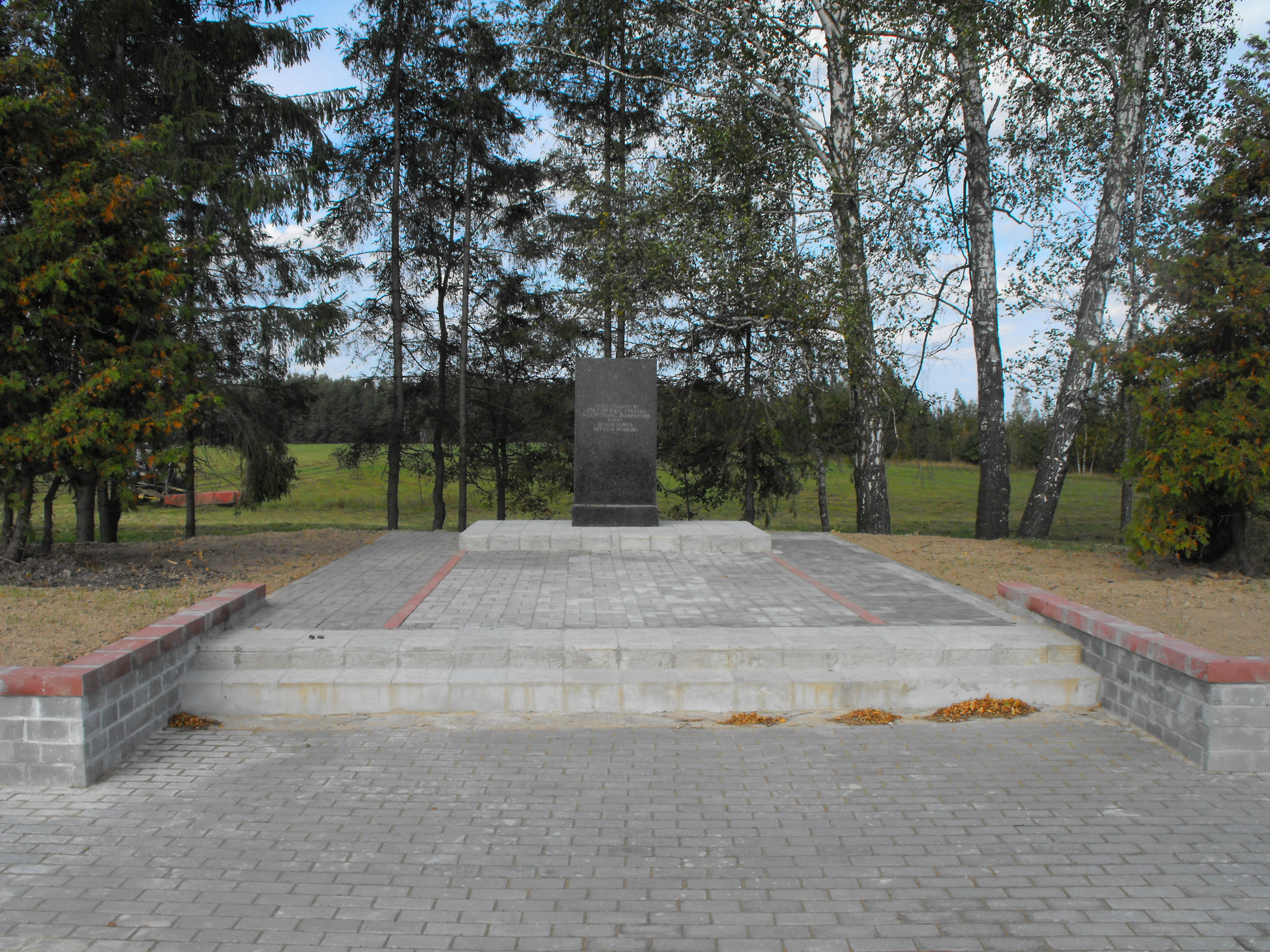
Stèle commémorative à l'emplacement d'un massacre de 250 Juifs.

La ville comptait une importante communauté juive depuis le xvie siècle. Lors du recensement de 1897, sur 4 871 habitants, 3 377 étaient membres de cette communauté. À la suite de la campagne de pogroms antisémites en Russie et aux mesures antireligieuses des soviétiques dans les années 1929-1930 (fermetures de synagogues), ils ne sont plus que 1 530 en 1939. Lors de la Seconde Guerre mondiale, les Allemands les enferment dans un ghetto. En août 1941, les troupes allemandes tuent 250 Juifs, pour la plupart des hommes jeunes. Fin décembre 1941, un bataillon de miliciens lituaniens aidés par des collaborateurs biélorusses exécutent 940 Juifs. Fin janvier 1942, 940 personnes sont tuées dans un fossé à coups de bâton sur la tête. Enfin, en juillet 1942, une dernière exécution de masse (environ 1 000 personnes) a lieu, à la suite de quoi le ghetto est détruit. Deux stèles commémoratives célèbrent aujourd'hui la mémoire des victimes.

## Population
Recensements (*) ou estimations de la population :
| 1858  | 1880  | 1897* | 1923* | 1926* | 1930  |
| ----- | ----- | ----- | ----- | ----- | ----- |
| 1 086 | 3 181 | 4 987 | 2 270 | 2 969 | 2 968 |

| 1939* | 1959* | 1970* | 1979* | 1989*  | 1999*  |
| ----- | ----- | ----- | ----- | ------ | ------ |
| 4 800 | 4 849 | 6 857 | 9 274 | 12 665 | 13 300 |

| 2009*  | 2012   | 2013   | 2014   | 2015   | 2016   |
| ------ | ------ | ------ | ------ | ------ | ------ |
| 12 020 | 11 943 | 11 984 | 11 907 | 11 914 | 11 832 |

## Patrimoine
- Cimetière juif et monuments en hommage aux victimes de la Seconde Guerre mondiale
- Résidence des Potocki (xixe siècle)
- Église de la Transfiguration (1805)[11],[12]
- Église Saint-Nicolas[13]

Résidence des Potocki
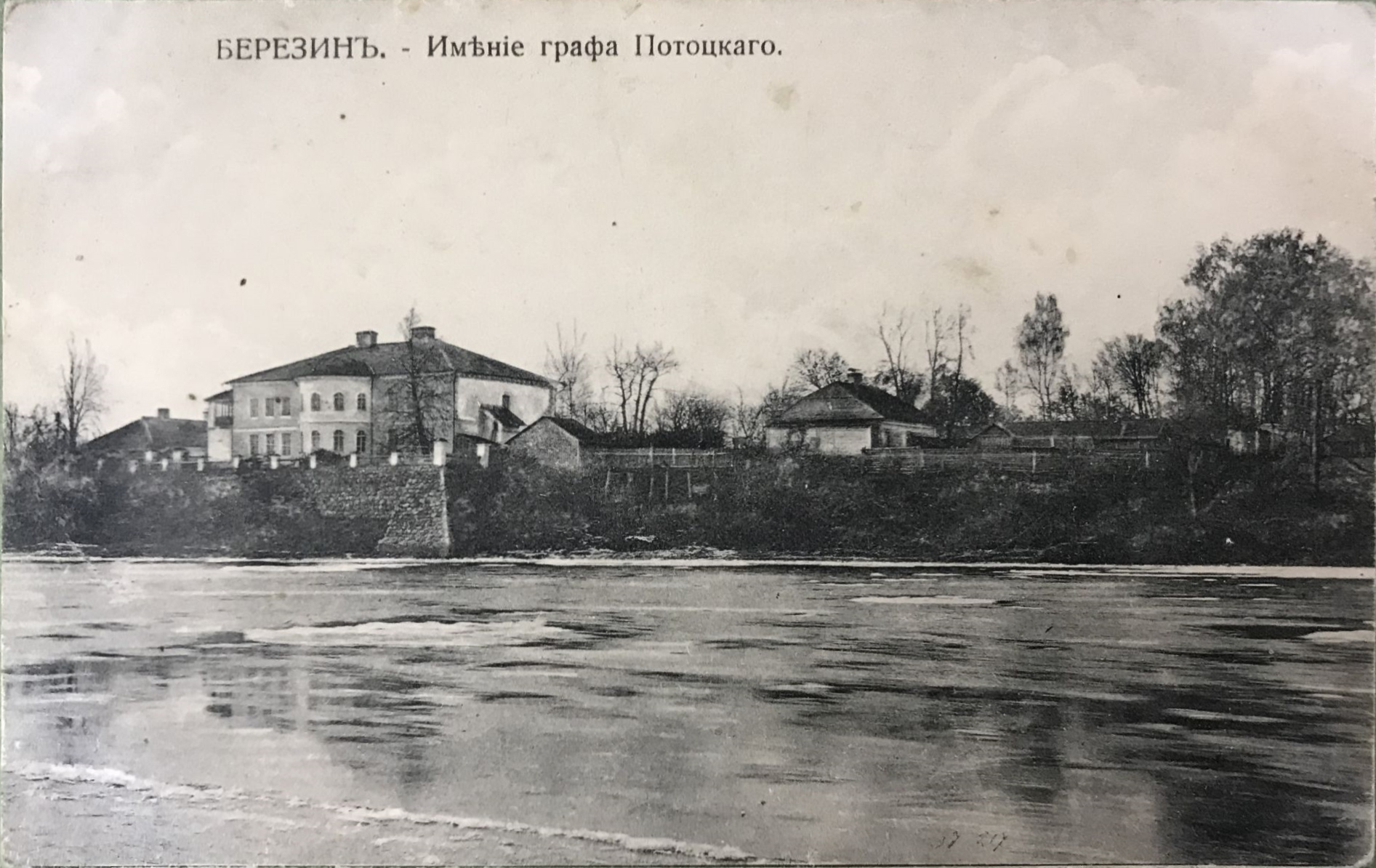
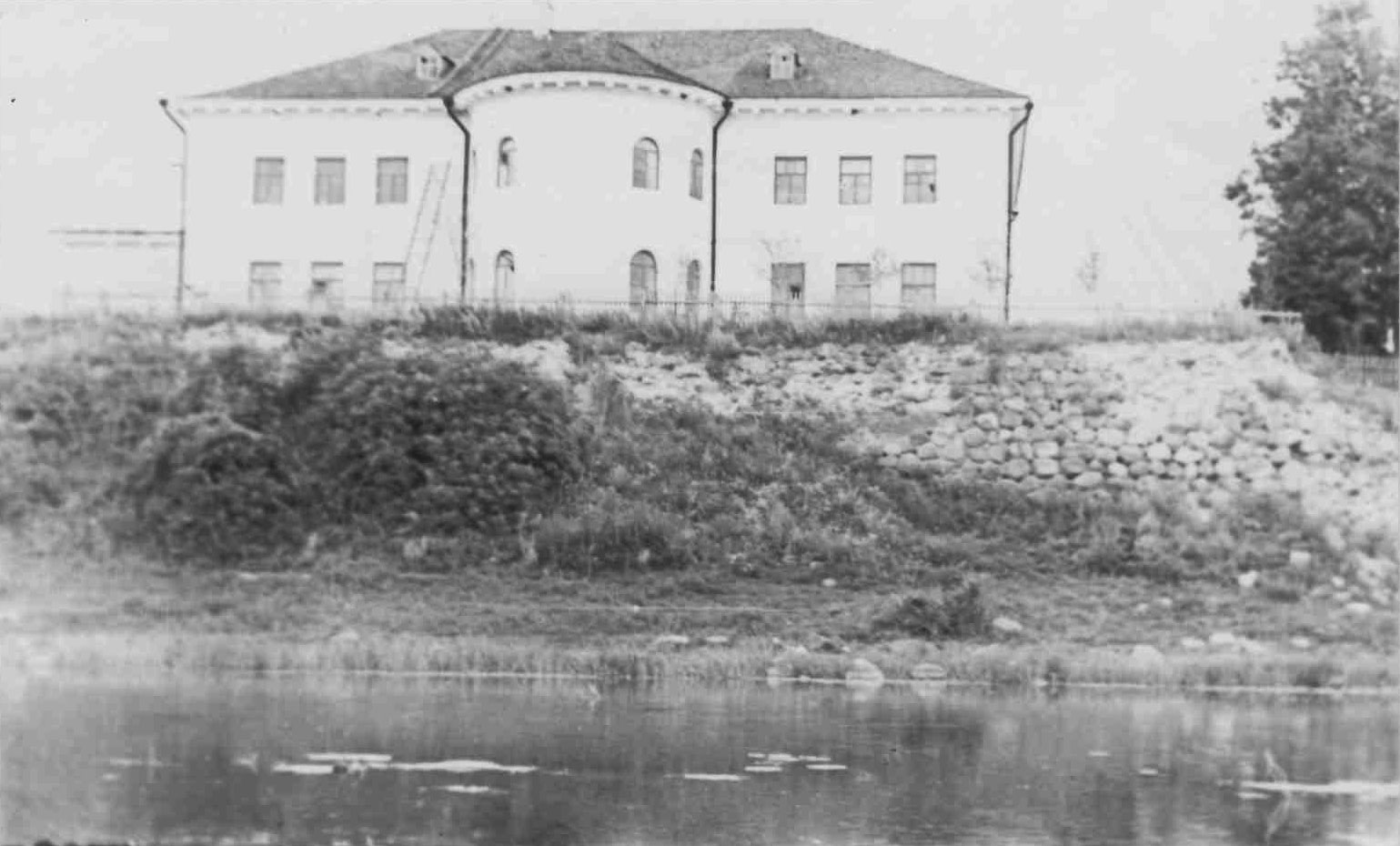
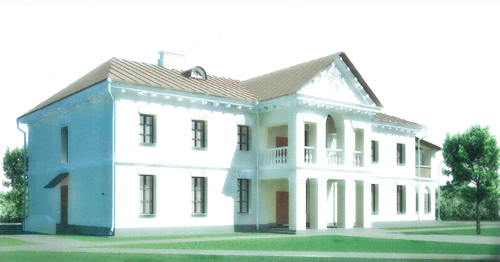
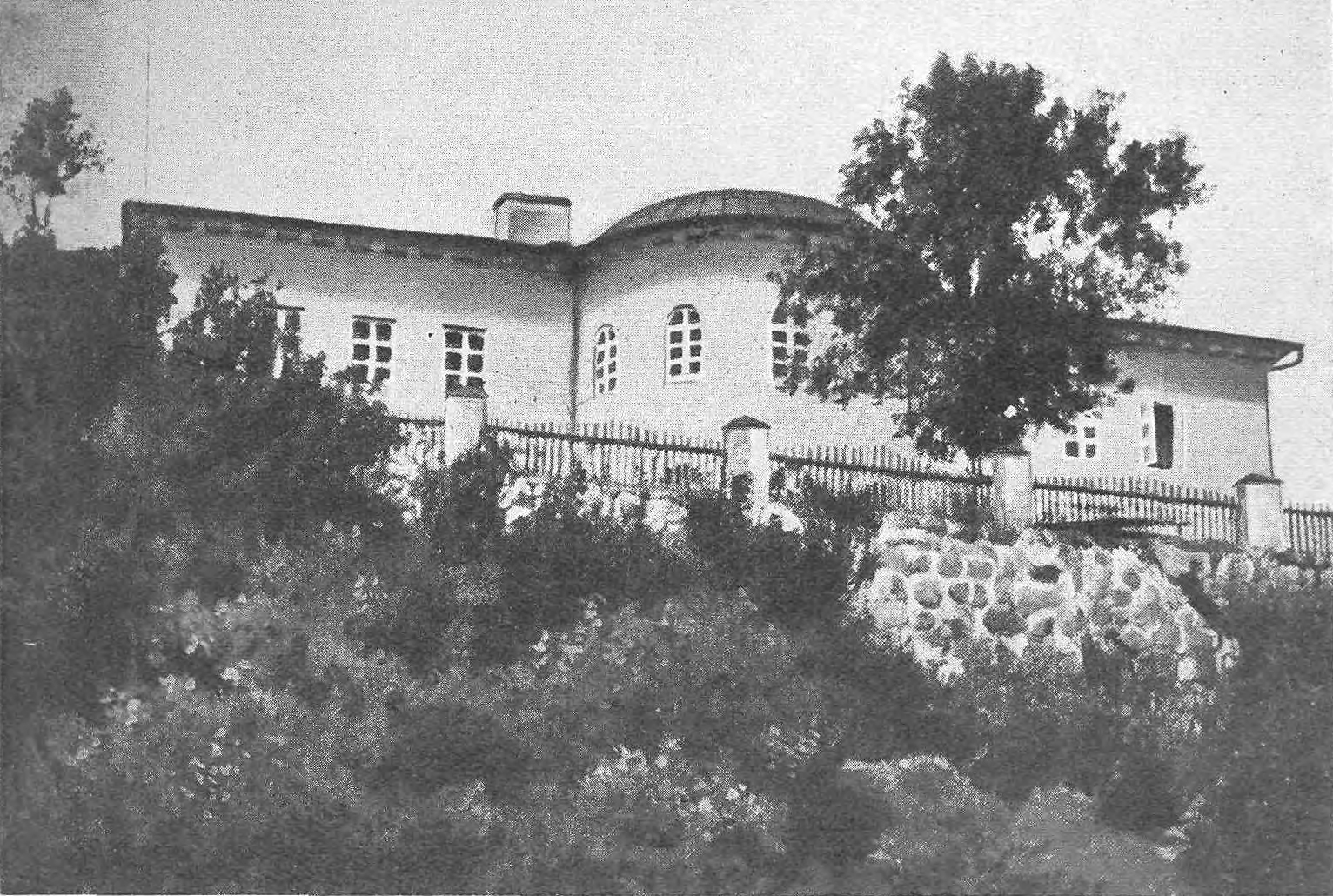

## Jumelage
La ville est jumelée à :
- Kline (Russie)

## Personnalité liée à la ville
- Hanna Rovina

## Galerie d'images

Dessins de Curt Sauermilch, 1918
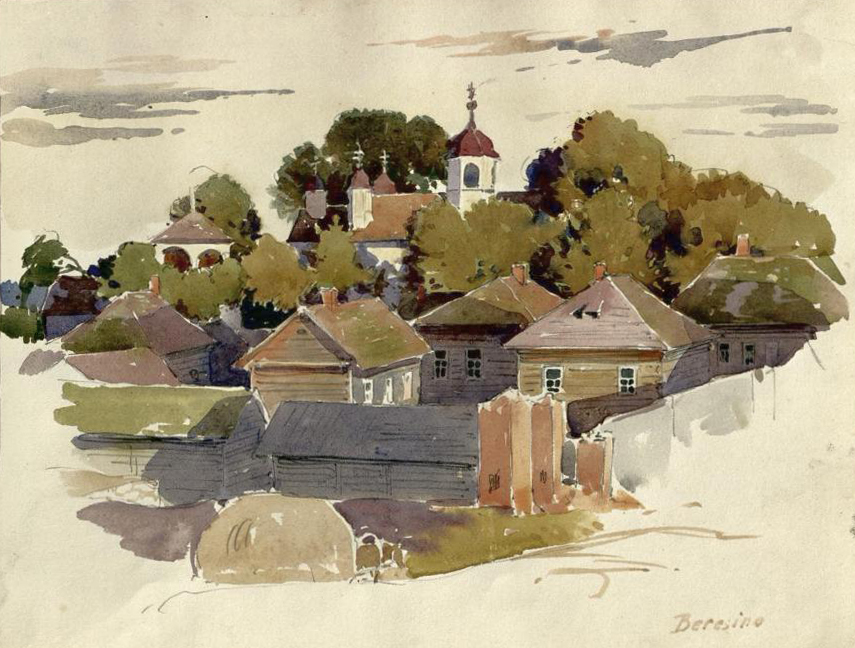
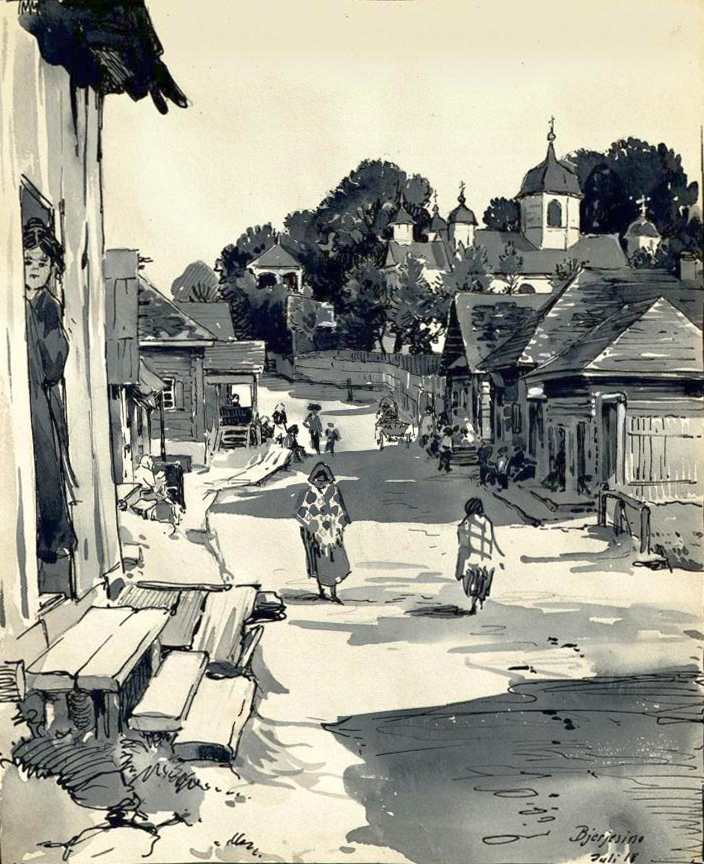
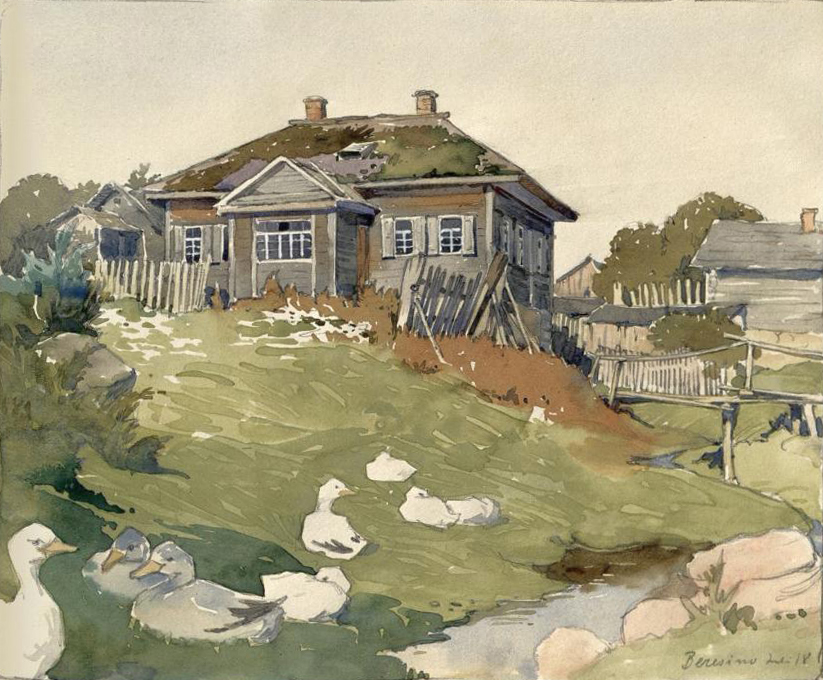
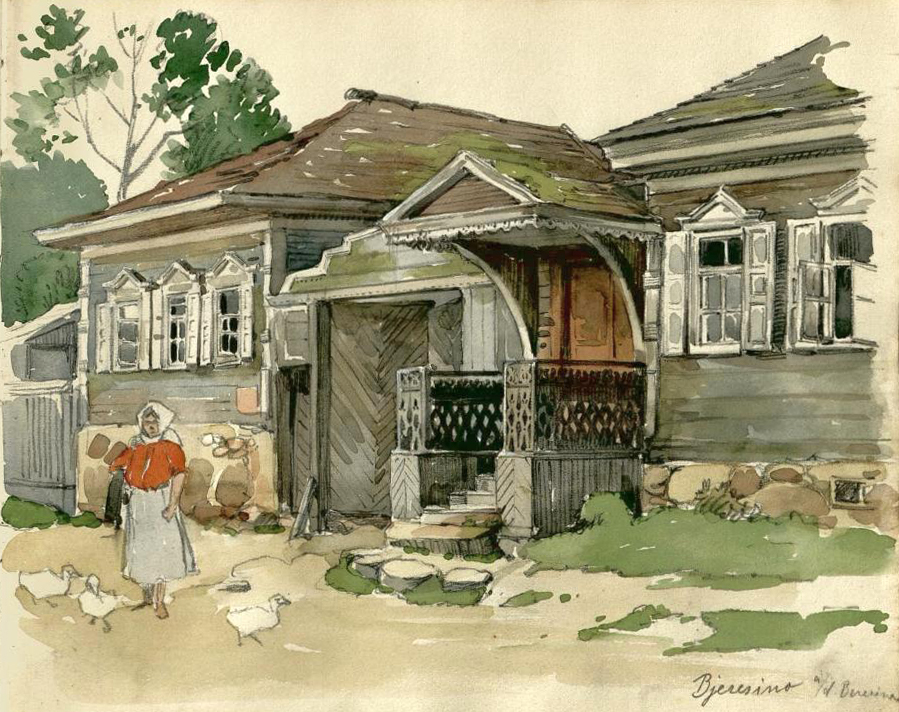

Images d'archives
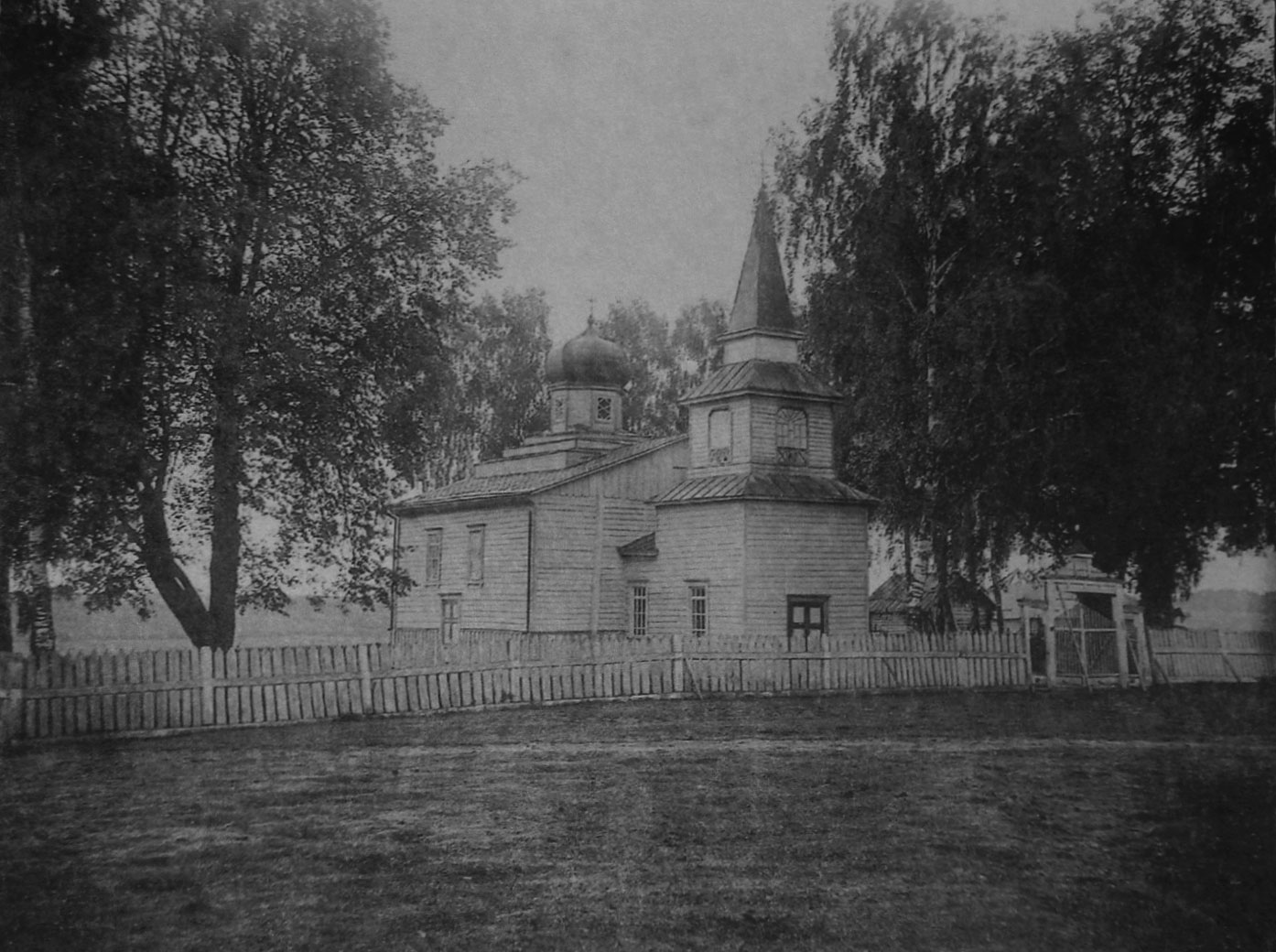
Église uniate
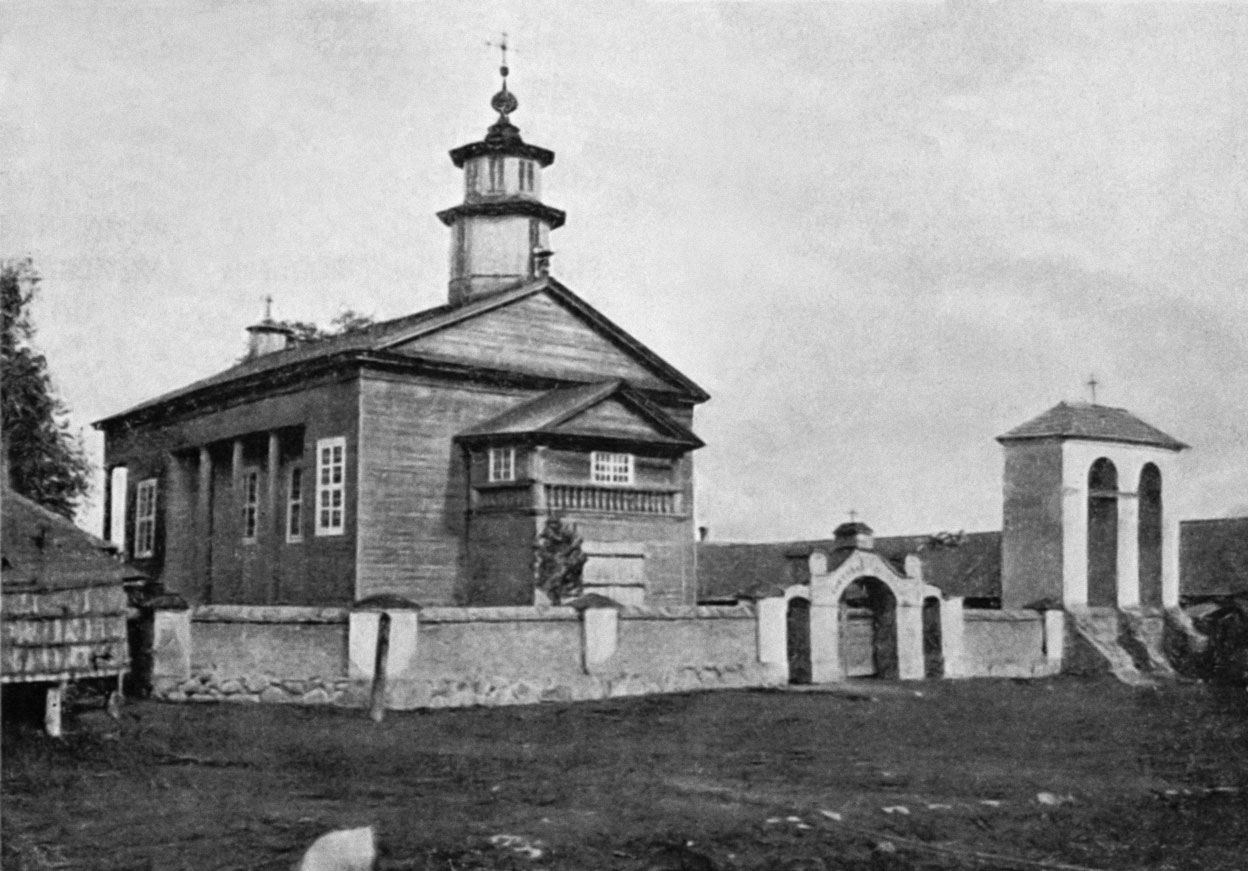
Église catholique (1914)
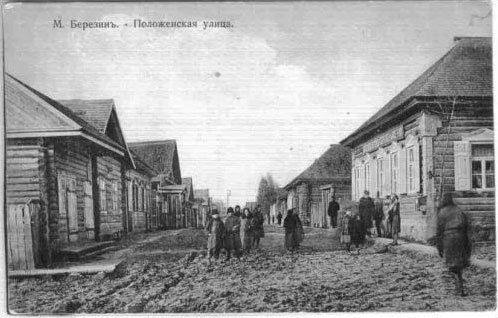
Rue Palojynskaïa
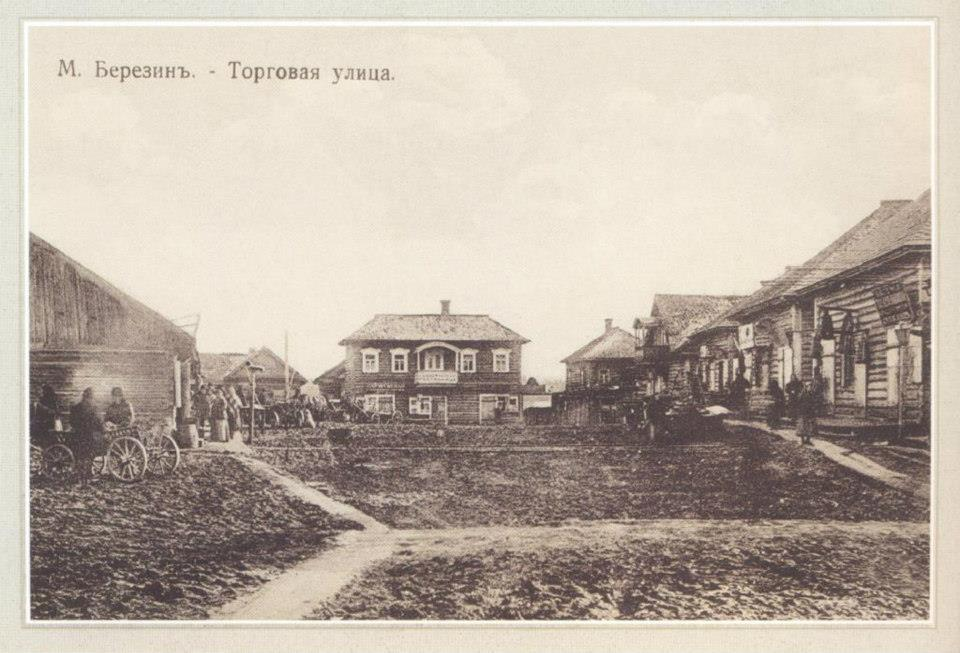
Rue Gandliovaïa